# Troyes
Troyes (francoska izgovorjava: [tʁwa]) je občina in glavno mesto departmaja Aube v regiji Grand Est v severni osrednji Franciji. Leži ob reki Seni približno 140 km jugovzhodno od Pariza. Troyes je v vinorodnem območju Šampanje in je blizu regionalnega naravnega parka Orient Forest.
Troyes je leta 2018 štel 61.996 prebivalcev. Je središče aglomeracijske skupnosti Troyes Champagne Métropole, v kateri živi 170.145 prebivalcev.
Troyes se je razvil že v rimski dobi, ko je bil znan kot Augustobona Tricassium. Stal je na vozlišču številnih cest, predvsem Via Agrippa. Mesto ima bogato zgodovinsko preteklost, od plemena Tricasses do osvoboditve mesta 25. avgusta 1944 med drugo svetovno vojno, vključno z bitko na Katalonskih ravnicah, Svetom v Troyesu, poroko Henrika V. in Katarine Francoske in sejmov šampanjca, na katere so prihajali trgovci iz vsega krščanskega sveta. Mesto ima bogato arhitekturno in urbanistično dediščino: številne stavbe so zaščitene kot zgodovinski spomeniki, vključno z pollesenimi hišami (predvsem iz 16. stoletja), ki so preživele v starem mestnem jedru. Prispevale so k temu, da je bil Troyes imenovan za mesto umetnosti in zgodovine.
Proizvodnja tekstila, razvita od 18. stoletja naprej, je bila glavni del gospodarstva Troyesa do 1960-ih. Danes je Troyes evropska prestolnica tovarniških prodajnih mest in trgovanja ter ima tri centre blagovnih znamk.

## Zgodovina
Geografska lega keltskih grobov okrog Troyesa in odkritje keltskih artefaktov v mestnem jedru nakazujeta, da Troye kot naselje lahko izvira od Keltov že leta 600 pr. n. št.
Troyes obstaja že od rimske dobe kot Augustobona Tricassium, ki je stala na križišču številnih cest, predvsem Via Agrippa, ki je vodila proti severu do Reimsa in južno do Langresa in na koncu do Milana. Druge rimske ceste so iz Troyesa vodile do Poitiersa, Autuna in Orléansa. To je bil civitas galskega plemena Tricasov, ki ga je Avgust ločil od Senonov. Od galsko-rimskega mesta zgodnjega cesarstva so našli nekaj raztresenih ostankov, vendar ni javnih spomenikov, razen sledov akvadukta. V poznem imperiju se je naselje zmanjšalo in se imenovalo Tricassium ali Tricassae, izvor francoskega Troyesa.
Mesto je bilo sedež škofa od 4. stoletja - legenda o škofu Lupusu (Loup), ki je mesto pred Atilo rešil tako, da je dal sebe za talca, je hagiografsko in ne zgodovinsko dejstvo – kljub temu pa je več stoletij kasneje to mesto postalo pomembno kot srednjeveško trgovsko središče.
Bitka na Katalunskih poljih, imenovana tudi bitka pri Troyesu, se je leta 451 bíla v bližini, med rimskim generalom Flavijem Aecijem in vizigotskim kraljem Teodorikom I. proti Atili.
V zgodnji stolnici na tem mestu je Ludvik II. Jecljajoči leta 878 prejel v Troyesu cesarsko krono iz rok papeža Janeza VIII. Konec 9. stoletja so grofje Champagne izbrali Troyes za svoj sedež, in ostal glavno mesto province Šampanje do francoske revolucije. V opatiji Saint-Loup je bila razvita znana knjižnica in skriptorij. V srednjem veku je bilo pomembno trgovsko mesto, ki je dalo ime trojski teži (npr. Trojska unča je tradicionalna enota teže zlata). Šampanjski sejmi oblačil in oživljanje trgovine na dolge razdalje ter nova razširitev kovancev in posojil so bili pravi motor, ki so potisnili srednjeveško gospodarstvo Troyesa. V začetku 10. stoletja je mesto postalo središče grofije in sedež rodbine Vermandois. 
Leta 1285, ko je Filip Lepi združil Šampanjo s kraljevimi posestmi, je mesto ohranilo številne tradicionalne privilegije. Ivan Neustrašni, vojvoda Burgundski in zaveznik Angležev, je leta 1417 želel, da Troyes postane prestolnica Francije. Z Izabelo Bavarsko, ženo Karla VI. Francoskega se je sporazumel, da je treba dvor, svet in parlament ter službe preseliti v Troyes. V Troyesu, nato pa v rokah Burgundcev, je bila 21. maja 1420 podpisan Troyski sporazum, s katerim je bil Henrik V. Angleški zaročen s Katarino Valois, hčerko Karla VI. in s pogoji, po katerih naj bi nasledil Karla, v škodo Dauphina. Znak hegemonije Plantagenetov v Franciji se je obrnil, ko sta Dauphin, kasneje Karel VII. in Ivana Orleanska, leta 1429 obnovila mesto Troyes.
V srednjem veku je bil Troyes pomembno mednarodno trgovsko središče, z znamenitim sejmom. Ime trojska teža za zlato izhaja iz merilnega standarda, ki se je razvi tukaj.
Velik požar leta 1524 je uničil velik del srednjeveškega mesta, kljub številnim mestnim kanalom.

## Geografija
Troyes je v Franciji, v zahodnem delu regije Grand Est, v središču departmaja Aube - katerega glavno mesto je. Občina se razteza v nižini kredaste Šampanje, blizu dežel Othe in Armance. To mesto na aluvialni nižini leži v dolini Sene.
V zračni črti je Pariz oddaljen 141,5 km severozahodno od mesta Troyes. Zunaj prestolnice sta drugi večji mesti, ki sta najbližje Troyesu, Reims (106,9 km severno) in Dijon (129,9 km jugovzhodno). 

### Uprava
Mesto je sedež sedmih kantonov:
- Kanton Troyes-1 (del občine Troyes, občini Saint-Parres-aux-Tertres, Villechétif: 14.323 prebivalcev),
- Kanton Troyes-2 (del občine Troyes, občine Creney-près-Troyes, Lavau, Mergey, Pont-Sainte-Marie, Saint-Benoît-sur-Seine, Sainte-Maure, Vailly, Villacerf: 16.438 prebivalcev),
- Kanton Troyes-3 (del občine Troyes: 14.789 prebivalcev),
- Kanton Troyes-4 (del občin Troyes in La Chapelle-Saint-Luc, občine Barberey-Saint-Sulpice, Le Pavillon-Sainte-Julie, Payns, Saint-Lyé, Villeloup: 15.515 prebivalcev),
- Kanton Troyes-5 (del občine Troyes: 10.034 prebivalcev),
- Kanton Troyes-6 (del občine Troyes, občine Laines-aux-Bois, Saint-André-les-Vergers, Saint-Germain: 19.012 prebivalcev),
- Kanton Troyes-7 (del občine Troyes, občine Bréviandes, Rosières-près-Troyes, Saint-Julien-les-Villas: 17.010 prebivalcev).

Mesto je prav tako sedež okrožja, poleg njegovih kantonov sestavljenega še iz kantonov Aix-en-Othe, Arcis-sur-Aube, Bar-sur-Seine, Bouilly, Chaource, La Chapelle-Saint-Luc, Ervy-le-Châtel, Essoyes, Estissac, Lusigny-sur-Barse, Mussy-sur-Seine, Piney, Ramerupt, Les Riceys in Sainte-Savine z 210.294 prebivalci.

## Zanimivosti
V starem mestnem jedru so preživele mnoge pollesene hiše (večinoma iz 16. stoletja)
- Hôtels Particuliers (palače) starega mesta
- Hôtel de Ville, Place Alexandre Israël, je urbani primer sloga Ludvika XIII. Na osrednjem Corps de Logis, ki ima glavne sprejemne prostore, je njegov venec ritmično prelomljen spredaj s pari korintskih stebrov, ki so spodaj podprti z močnim grozdom pilastrov. Nad vhodnimi vrati je bil iz svojega niše odstranjen kip Ludvika XIV. Leta 1793, v času terorja na vrhuncu francoske revolucije; v 19. stoletju je bil zamenjan s sedanjo Minervo in napravo v njeni prvotni obliki, danes pa redko videno "Liberté, Egalité, Fraternité, ou la Mort".

V Salle du Conseil (zbornica Sveta) je nepoškodovan marmorni medaljon Ludvika XIV. (1690) Françoisa Girardona, rojenega v Troyesu.

### Muzeji
- Muzej moderne umetnosti (Musée d'Art Moderne)
- Maison de l'outil et de la pensée ouvrière
- Muzej Vauluisant:
  - Zgodovinski muzej Troyes in Champagne-Ardenne
  - Muzej nogavic
- Apoteka Hôtel-Dieu-Lecomte
- Muzej Saint-Loup (Muzej likovne umetnosti)
- Muzej Di Marco (od 1. aprila do 1. oktobra vsako leto)

### Cerkve
Nepoškodovan v zadnjih vojnah ima Troyes veliko gostoto starih verskih objektov, združenih v bližini mestnega središča. Ti so:
- Stolnica svetega Petra in Pavla, grajena od 13. do 17. stoletja,
- Cerkev Saint-Nizier v gotskem in renesančnem slogu z izjemnimi skulpturami. Uvrščen med Monument Historique leta 1840.
- gotska bazilika svetega Urbana (13. stoletje), s strešno kritino, prekrito s poliranimi ploščicami. Razglašena kot bazilika leta 1964; zgradil jo je Jacques Pantaléon, izvoljen papež leta 1261, pod imenom Urban IV., na mestu, kjer je bila delavnica njegovega očeta. Uvrščen med Monument Historique  leta 1840.
- Cerkev svete Magdalene. Zelo zgodnja gotika, z vzhodnim delom, obnovljenim okrog leta 1500. Izjemno izpopolnjen kamnit retabel 1508–17 v dekorativnem gotskem slogu, ki ga je oblikoval Jean Gailde, s kipom sv. Marte in renesančnih vitražev. Okrožje Saint Jean, Monument Historique  iz leta 1840.
- cerkev Saint-Jean z renesančnim prezbiterijem, tabernaklom v visokem oltarju, delo Giraudona. Na portalu je grb Karla IX. Uvrščen Monument Historique leta 1840.
- gotska cerkev svetega Nikolaja, ki sega v začetek 16. stoletja, z grebensko kapelo v obliki zvonika je dosegljiva z monumentalnim stopniščem. Na južnem portalu sta dva kipa Françoisa Gentila: David in Izaija.
- cerkev Saint-Pantaléon, s številnimi kipi iz 16. stoletja.
- cerkev sv. Remigija Ima ukrivljen zvonik višine 60 m, z zunanjo uro z enim kazalcem, sončno uro z latinskim napisom sicut umbra dies nostri super terram ('naši dnevi na zemlji prehajajo kot senca').
- cerkev Saint-Martin-ès-Vignes. Ima vitraže iz 17. stoletja, lokalnega mojstra Linarda Gontierja.

## Pobratena mesta
- Alkmaar (Severna Holandija, Nizozemska),
- Chesterfield (Anglija, Združeno kraljestvo),
- Darmstadt (Hessen, Nemčija),
- Tournai (Valonija, Belgija),
- Zielona Góra (Lubuško vojvodstvo, Poljska).

## V popularni kulturi
- Troyes (2010) je družabna igra po imenu mesta, ki jo objavljajo Pearl Games, UPlay.it edizioni in Z-Man Games.[9][10]
- 28. poglavje Jamesa Rollinsa šeste serije Sigma Force, The Doomsday Key (2009), je poimenovano po Troyesu v Franciji, saj mesto igra pomembno vlogo v zaroti.